# Victoriano García Martí
Victoriano García Martí (Puebla del Caramiñal, 1881-Santiago de Compostela, 7 de julio de 1966) fue un escritor, abogado, sociólogo y ensayista español. 

## Biografía
Estudió Derecho en Santiago de Compostela y realizó el doctorado en Madrid. En 1911 realizó, pensionado por la Junta para Ampliación de Estudios e Investigaciones Científicas, estudios de sociología en la  Universidad de la Sorbona de París con  Durkheim y  Bergson. Fue redactor de El Liberal.
En París se relacionó con el gran mundo, entre otras personas conoció a mademoiselle Lutoslawsky y a Sofía Casanova, poeta gallega devenida aristócrata por matrimonio.
Su vida estuvo íntegramente dedicada al cultivo de las letras. Cultivó con acierto todos los géneros literarios. Destacó sin embargo como ensayista, campo en el que alcanzó un gran relieve.
En 1965 fue nombrado miembro correspondiente de la Real Academia Española. También fue miembro correspondiente de la Real Academia Gallega.
Falleció en Santiago de Compostela el 7 de julio de 1966.

## Obras
- Fidelidad (1905), drama.[2]
- Ensayo sobre la solidaridad social (1909).
- La sonrisa de un espíritu (1911).[2]
- Del mundo interior (1911), meditaciones.[2]
- Del vivir heroico (1915).[2]
- Don Severo Carballo. Del alma gallega (1917), novela.[2]
- La odisea de Olga (1924).
- Una punta de Europa (ritmo y matices de la vida gallega) (1927).
- La tragedia de todos. Alegoría dramática (1928).
- El sentimiento de lo eterno (1929).
- La tragedia del caballero de Santiago (1930).
- El emigrante (1931).
- En torno del pleito de España (1931), ensayos.
- Caracteres de la vida social y mundana/Normas para actuar en la vida social y mundana (1932), ensayos. En algunas ediciones, publicados conjuntamente con 40 tipos de mujer, de Cristóbal de Castro, y Filosofía de la coquetería, de Jorge Simmel. Manuales de Educación y de Cultura. Biblioteca "Para Ellas y Para Ellos", Ciudad de México (s/f).
- Entre dos extremismos. Ideología política (1934), ensayos.
- De la zona atlántica (Galicia y Portugal) (1934), ensayos.
- La muerte. Meditación (1936).
- A través de la vida (1936), cuentos.
- La vida de un español del siglo XIX al XX (1941).
- La voz de los mitos. Grandeza y servidumbre del hombre (1941).
- La voluntad y el destino. Drama de la historia (1942), ensayo.
- Máximas, caracteres y reflexiones (1942).
- Climas de misterio (ensayos y diálogos) (1942).
- España, panorama de la vida espiritual (1946).
- Don Quijote y su mejor camino (1947).
- El Ateneo de Madrid (1835-1935) (1948).
- La vida no es sueño (1949), ensayo.
- Tres narraciones gallegas (1950).
- Galicia la esquina verde (alma, historia, paisaje) (1954).
- Rosalía de Castro o el dolor de vivir (1954).